# Блг
Блг (словац. Blh) — река в центральной Словакии, приток Римавы. Длина — 49,95 км, площадь бассейна — 270,656 км², средний расход воды — 0,9 м³/с.
Исток реки находится на высоте 980 м у вершины горы Трстье в горном массиве Столицке Врхи Словацких Рудных гор. В верхней части Блг течёт на юг, потом меняет направление на юго-восток.
Впадает в Римаву у Римавской Сечи.